# Chuy Bravo
Chuy Bravo, pseudonimo di Jesús Melgoza (Tangancícuaro, 7 dicembre 1956 – Città del Messico, 14 dicembre 2019), è stato un attore e comico statunitense.

## Carriera
Bravo ha iniziato a recitare nei primi anni '90. È apparso in diversi film pornografici, il più noto dei quali è Chuy Bravo Porn Star.

## Filmografia parziale

### Attore
- The Honeymooners, regia di John Schultz (2005)
- Pirati dei Caraibi - Ai confini del mondo, regia di Gore Verbinski (2007)